# Vechea Mănăstire a Petridului

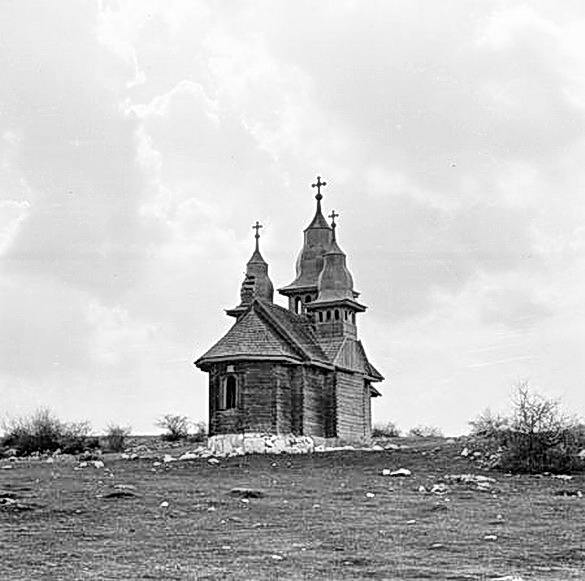
Fosta biserică de lemn a vechii mănăstiri greco-catolice a Petridului de la Cheile Turzii,
în anul 1955

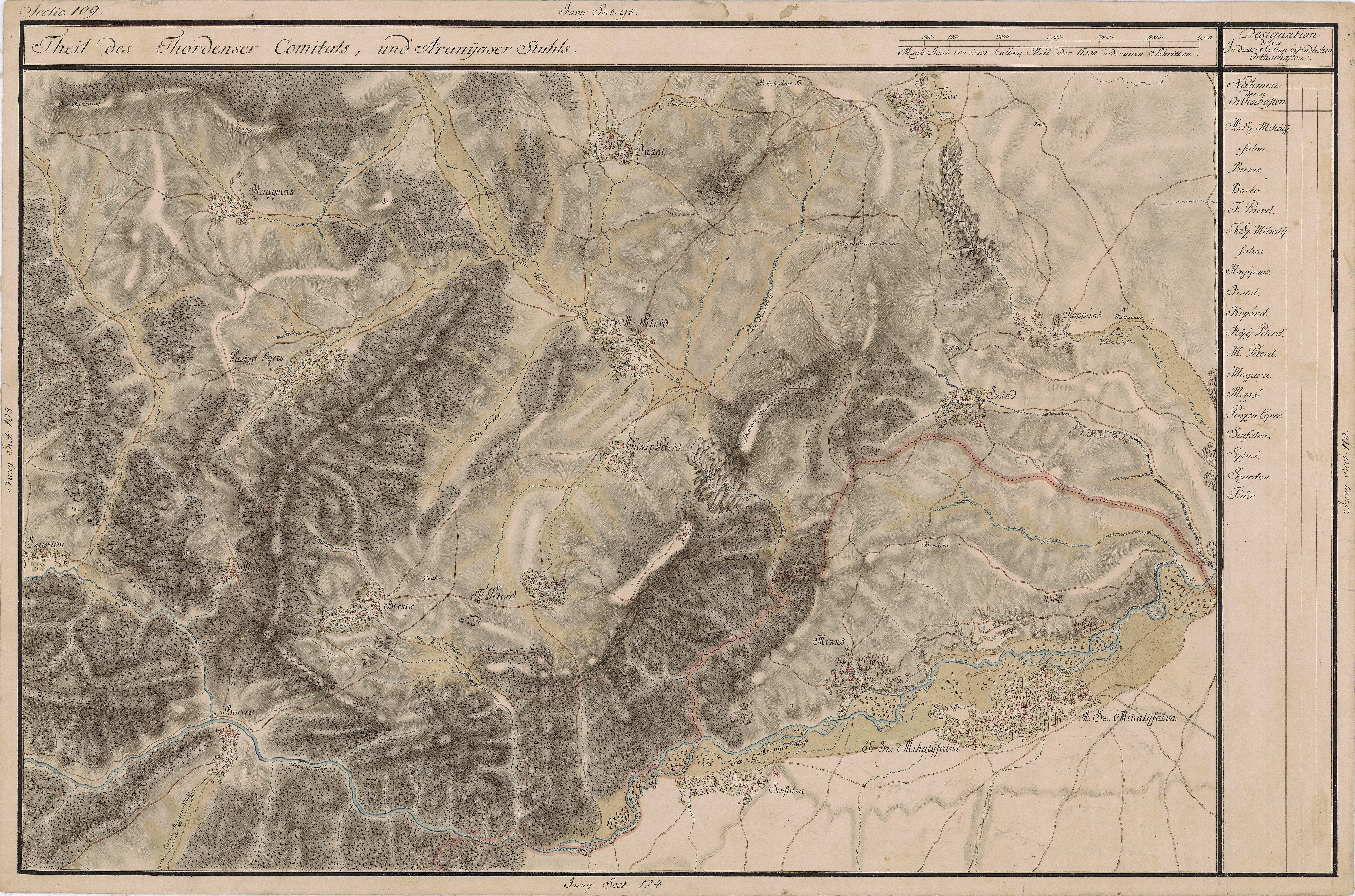
Vechea Mănăstire a Petridului pe Harta Iosefină a Transilvaniei din 1769-1773 (în zona numită "Monostor")

Vechea Mănăstire a Petridului a existat pe culmea Cheilor Turzii, între satele Sând (în prezent Săndulești) și Petridu de Mijloc (în prezent Petreștii de Mijloc) începând cu secolul al XIII-lea. A aparținut succesiv, în cursul istoriei, la 3 confesiuni creștine: romano-catolică (la început), ortodoxă (în perioada intermediară) și greco-catolică (la sfârșit). 

## Așezarea
Amplasamentul ei în teren se cunoaște de pe Harta Iosefină a Transilvaniei, 1769-1773 (în zona numită "Monostor"). Coordonate: 46.55706°, 23.670173°.
În secolul al XVI-lea a existat, la 500 m sud de satul Borzești, respectiv la 5 km sud-vest de această mănăstire, o mănăstire-filială ortodoxă („Mănăstirea Berchișului“), dispărută demult (coordonate: 46.532831, 23.613496).
Între 1998-2000 la 3,3 km sud-vest de vechiul amplasament al mănăstirii greco-catolice s-a construit o mănăstire ortodoxă cu hramul „Schimbarea la Față“ (coordonate: 46.534534, 23.641448).

## Istoric

### Mănăstirea romano-catolică
Mănăstirea a fost inițial (în secolele XII-XIII) de rit romano-catolic. Ca mulțumire că a scăpat de cumani instalați pe înălțimile Petridului, pe care i-a învins în bătălia din 1091, regele Ladislau I al Ungariei („Ladislau cel Sfânt”) a intemeiat pe acest loc o capelă pentru rugăciuni, distrusă de tătari la invazia din anul 1241.
Primul act de cancelarie maghiară care amintește Mănăstirea Petridului a fost emis de Capitulul  bisericii din Oradea la 6 octombrie 1278, în care se vorbește de stăpânul Țării Hășdății și despre mănăstirea de pe muntele Petridului.
Mănăstirea Petridului a fost amplasată într-o poiană (căldare naturală, circ, rotondă) dintr-o pădure alcătuită predominant din stejari și fagi, la altitudinea de circa 780 m. Circumferința căldării era de 1.150 pași (1 pas = 0,3 m, 1.150 pași = cca 345 m). Prin așezarea ei între ziduri naturale de piatră, a fost un loc de refugiu la nevoie. Vechea mănăstire era așezată pe drumul care ducea de la „Piatra Potcoavă” spre sud la 180 m, într-un loc pietros, cu un pâlc de arbori, sub forma unui berc. Din piatra de calcar, primii călugări au zidit o mănăstire-fortăreață în formă de pară. Mănăstirea era apărată din trei părți de pereții naturali ai muntelui.

### Mănăstirea ortodoxă
Lipsesc date exacte asupra modului de trecere a terenului din patrimoniul maghiar în patrimoniul românesc și asupra începuturilor vieții monahale românești în acest loc.
Din istoriografia maghiară aflăm însă că la Petrid (azi Petrești) a existat un lăcaș românesc de cult ortodox la toponimul „La Biserică”. Mănăstirea a fost reconstruită prin contribuția satelor din jur. Istoricul Gheorghe Moldovan datează începuturile probabile ale mănăstirii românești în prima jumătate a secolului al XVI-lea, cu 10-15 ani înainte de anul 1568. În 1568 Ioan al II-lea Sigismund Zápolya, principele Transilvaniei, a emis un act prin care mănăstirea românească era obligată să plătească anual un impozit de 1 taler de aur, un berbec gras și un stup de albine Scaunului Arieșului pentru altarul care administrativ ținea de Scaunul Arieșului, iar restul clădirii de Comitatul Turda.

### Mănăstirea greco-catolică
Lipsesc de asemenea date istorice sigure asupra modului de trecere a mănăstirii și terenului din patrimoniul bisericii ortodoxe în patrimoniul bisericii greco-catolice (la începutul secolului al XVIII-lea).
În conscripția lui Inocențiu Micu-Klein din 1733 se amintește călugărul Inocențiu de la mănăstirea de aici. În anul 1765 egumenul ei era Macarie, clopotar Nicolae Bucuș. 
O comisie topografică stabilește în anul 1773 arealul mănăstiresc ca având o suprafață de cca 2 ha.
În anul 1774 avea un singur călugăr.
Protopopul greco-catolic Teodor Meheși raportează în inventarul făcut de el la această mănăstire în 11 februarie 1783 (la cererea vicarului general greco-catolic al Blajului) că averea mănăstirii consta dintr-un teren lung de 76 stânjeni (150 m), lat de 40 stânjeni (76 m), cu o suprafață totală de 11.400 mp (1,14 ha), un arător de o găleată (găleată = 80 litri de cereale) și 2 felderi (felderă = 20 litri de cereale), un fânaț de 6 care și o pădure. Pe lângă acestea, călugării mai dispuneau de o grădină de legume și de o plantație de arbuști (trandafiri, agriși, strugurași) și de pomi fructiferi altoiți (meri, peri, pruni). Pământul fertil, adus de călugări din alte părți, a fost așezat peste terenul pietros al poienei. Se ocupau și cu stupăritul. Pentru udarea terenurilor fructifere călugării au dispus de un sistem propriu de irigare, apa de ploaie fiind captată în cisterne.
Mănăstirea a fost distrusă în timpul revoluției din 1848-49. Pe locul devastat, sătenii din preajmă au construit ulterior, unicului călugăr greco-catolic rămas, o mică bisericuță (capelă), o chilie și o clopotniță. Cu timpul, capela a fost distrusă de intemperii, așa că în anul 1880 nu mai exista nici un călugăr pe munte. Pe terenul mănăstirii a existat și un cimitir călugăresc.
Preotul Vasile Sinu reușește să reclădească biserica mănăstirii greco-catolice în anul 1937 (pe amplasamentul originar), cu ajutorul sătenilor și a unor donații. El schimbă hramul bisericii din „Adormirea Maicii Domnului” în „Schimbarea la Față”. Inaugurarea bisericuței a avut loc la data de 30 octombrie 1937, în prezența episcopului greco-catolic Iuliu Hossu.
Bisericuța s-a degradat treptat după decembrie 1944, prin nefolosință, furt de materiale și intemperii. În urma tăierilor masive de pădure, în 1955 mai existau doar trei stejari în jurul ei. Bisericuța de lemn (construită în stil neobizantin) a fost demolată în anul 1966, căzând pe o rană după ce rămăsese fără tabla de pe acoperiș și i-au fost scoase din pereți grinzi pentru focuri făcute de ciobani și excursioniști. Cei trei stejari au mai supraviețuit aproape zece ani, având rând pe rând soarta bisericii.
.

## Galerie de imagini

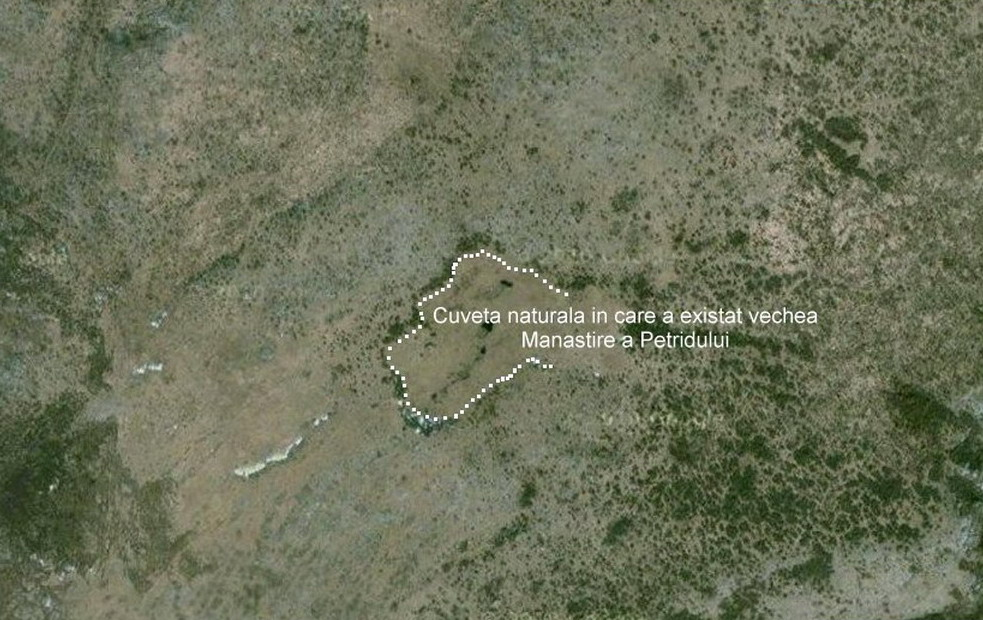
Amplasamentul vechii mănăstiri greco-catolice de la Petreşti-Cheile Turzii într-o cuvetă naturală.
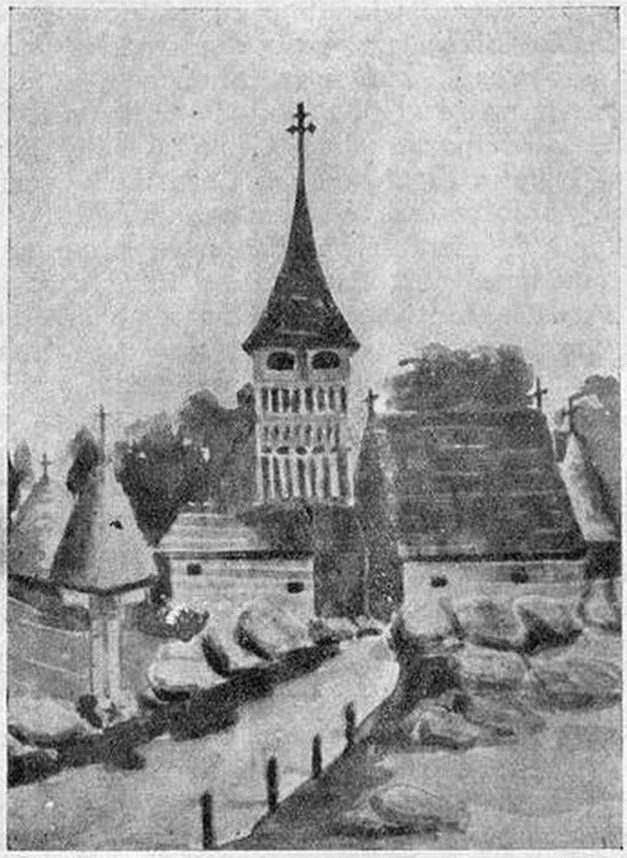
Mănăstirea greco-catolică de la Cheile Turzii în secolul al XIX-lea.
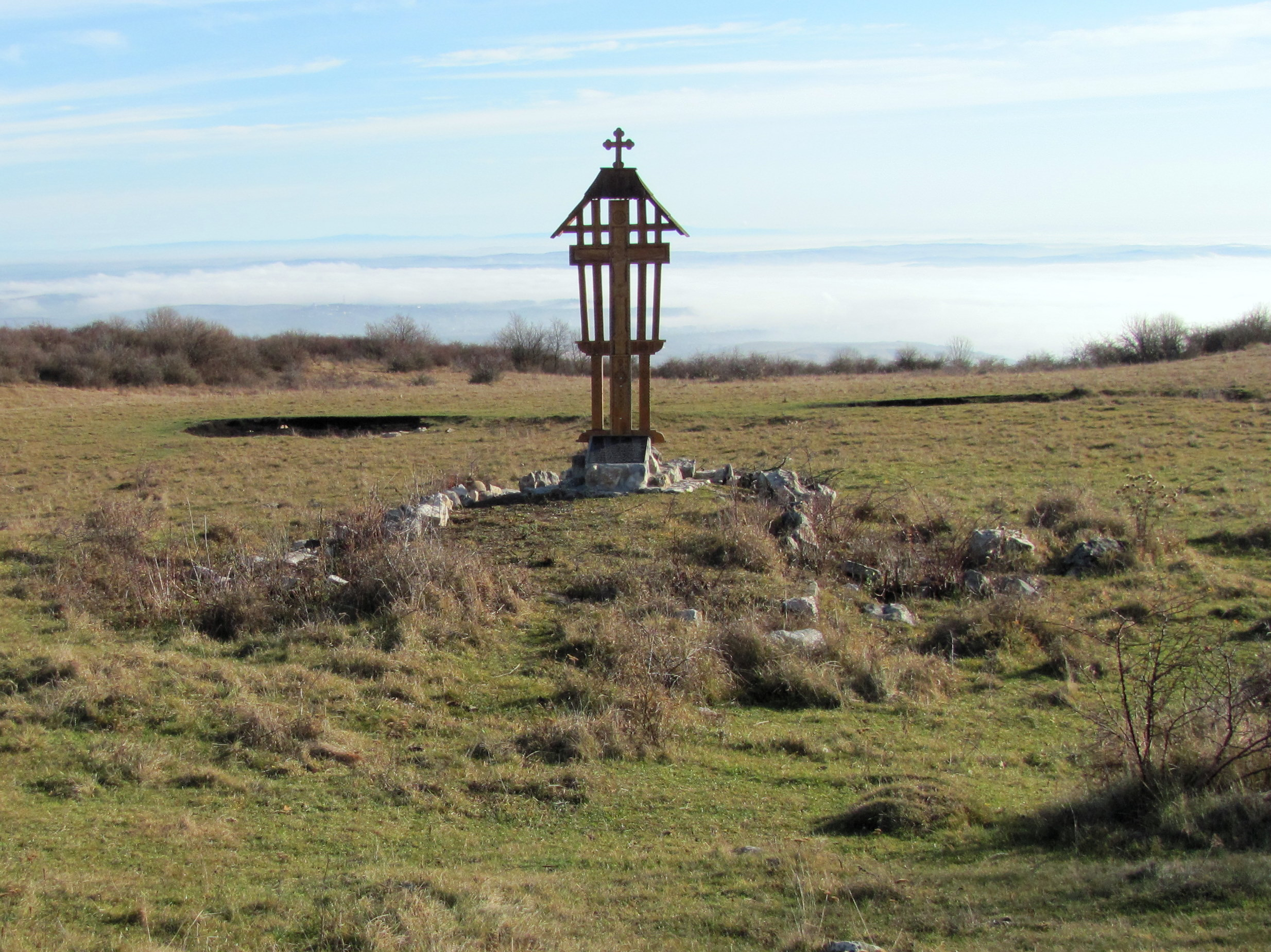
Troiţa ridicată pe fostul amplasament al mănăstirii greco-catolice.